# 索特卢 (莫加多鲁)
索特卢是葡萄牙布拉干萨区的一个堂区。总面积17.97平方公里，总人口180人，人口密度10人/平方公里。